# (2526) Alisary
(2526) Alisary es un asteroide perteneciente al cinturón de asteroides descubierto por Richard Martin West el 19 de mayo de 1979 desde el Observatorio de La Silla, Chile.

## Designación y nombre
Alisary se designó al principio como 1979 KX.
Posteriormente fue nombrado en honor de Alice Benedicta West y Harry Richard West, padres del descubridor.

## Características orbitales
Alisary orbita a una distancia media de 3,148 ua del Sol, pudiendo alejarse hasta 3,679 ua y acercarse hasta 2,617 ua. Su excentricidad es 0,1687 y la inclinación orbital 3,277°. Emplea 2041 días en completar una órbita alrededor del Sol.